# Banéré
Banéré, également orthographié Baniri, est une commune rurale située dans le département de Founzan de la province de Tuy dans la région des Hauts-Bassins au Burkina Faso.

## Géographie
Banéré, qui est une commune rurale à l'habitat très dispersé sur son territoire, se trouve à 14 km au sud-ouest de Kovio.

## Santé et éducation
Le centre de soins le plus proche de Banéré est le centre de santé et de promotion sociale (CSPS) de Nahi.